# Copa del Emperador 2010
La 90.ª Copa del Emperador (第90回天皇杯全日本サッカー選手権大会 Dai 90-kai Tennōhai Zennihon Sakkā Senshuken Taikai?) fue la edición 2010 de dicha competición de fútbol, la más antigua de Japón. El torneo comenzó el 3 de septiembre de 2010 y terminó el 1 de enero de 2011.
El campeón fue Kashima Antlers, tras vencer en la final a Shimizu S-Pulse. De esta manera, el conjunto de la prefectura de Ibaraki volvió a dar la vuelta olímpica luego de tres años. Por lo mismo, disputó la Supercopa de Japón 2011 ante Nagoya Grampus, ganador de la J. League Division 1 2010, y clasificó a la Liga de Campeones de la AFC 2011.

## Calendario
| Etapa            | Fechas                         | Número de equipos participantes | Observaciones |
| ---------------- | ------------------------------ | ------------------------------- | --- |
| Primera ronda    | 3 de septiembre de 2010        | 48 (1+47) → 24                  | - 1: universidad - 47: ganadores de copas prefecturales                                                                |
| Segunda ronda    | 5 de septiembre de 2010        | 64 (18+19+3+24) → 32            | - 18: clubes de la J1 - 19: clubes de la J2 - 3: clubes cabezas de serie de la JFL - 24: ganadores de la Primera ronda |
| Tercera ronda    | 9 y 11 (13) de octubre de 2010 | 32 → 16                         | - Participación de los ganadores de la Segunda ronda                                                                   |
| Cuarta ronda     | 17 de noviembre de 2010        | 16 → 8                          | - Participación de los ganadores de la Tercera ronda                                                                   |
| Cuartos de final | 25 de diciembre de 2010        | 8 → 4                           | - Participación de los ganadores de la cuarta ronda                                                                    |
| Semifinales      | 29 de diciembre de 2010        | 4 → 2                           | - Participación de los ganadores de los cuartos de final                                                               |
| Final            | 1 de enero de 2011             | 2 → 1                           | - Participación de los ganadores de las semifinales                                                                    |

1. ↑  Sólo para los partidos de los equipos finalistas de la Copa J. League 2010 (Júbilo Iwata y Sanfrecce Hiroshima).

## Equipos participantes

### J. League Division 1
- Vegalta Sendai
- Montedio Yamagata
- Kashima Antlers
- Urawa Red Diamonds
- Omiya Ardija
- F.C. Tokyo
- Kawasaki Frontale
- Yokohama F. Marinos
- Shonan Bellmare
- Albirex Niigata
- Shimizu S-Pulse
- Júbilo Iwata
- Nagoya Grampus
- Kyoto Sanga
- Gamba Osaka
- Cerezo Osaka
- Vissel Kobe
- Sanfrecce Hiroshima

### J. League Division 2
- Consadole Sapporo
- Mito HollyHock
- Tochigi S.C.
- Thespa Kusatsu
- JEF United Chiba
- Kashiwa Reysol
- Tokyo Verdy
- Yokohama F.C.
- Ventforet Kofu
- Kataller Toyama
- F.C. Gifu
- Fagiano Okayama
- Tokushima Vortis
- Ehime F.C.
- Giravanz Kitakyushu
- Avispa Fukuoka
- Sagan Tosu
- Roasso Kumamoto
- Oita Trinita

### Japan Football League
- Gainare Tottori
- Sagawa Shiga
- Machida Zelvia

### Universidades
- Universidad Komazawa

### Representantes de las prefecturas
- Universidad Chukyo
- Blaublitz Akita
- Vanraure Hachinohe
- Universidad Juntendō
- Ehime FC Shimanami
- Saurcos Fukui
- Universidad de Educación de Fukuoka
- Fukushima United
- F.C. Gifu Second
- Arte Takasaki
- Sagawa Express Chugoku
- Universidad de Sapporo
- Universidad Kwansei Gakuin
- Universidad Ryūtsū Keizai
- Zweigen Kanazawa
- Grulla Morioka
- Kamatamare Sanuki
- Instituto Nacional de Fitness y Deportes en Kanoya
- Y.S.C.C.
- Sagawa Printing S.C.
- Universidad de Kōchi
- Escuela Secundaria de la Universidad Kumamoto Gakuen
- Universidad de Yokkaichi
- Sony Sendai
- Honda Lock
- Matsumoto Yamaga
- V-Varen Nagasaki
- Nara Club
- JAPAN Soccer College
- Hoyo Atletico Elan Oita
- Universidad de la Cuenca del Pacífico
- F.C. Ryukyu
- Universidad de Salud y Ciencias del Deporte de Osaka
- Universidad de Saga
- Universidad Internacional de Tokio
- Mio Biwako Kusatsu
- Dezzolla Shimane
- Honda F.C.
- Tochigi Uva
- Tokyo Verdy Youth
- Tokushima Vortis Second
- Escuela Secundaria Yonago Kita
- Toyama Shinjo Club
- Arterivo Wakayama
- Universidad de Yamagata
- Renofa Yamaguchi
- Tamaho F.C.

## Resultados

### Primera ronda
| Fecha           | Ciudad | Local        | Resultado | Visitante    |
| --------------- | ------ | ------------ | --------- | ------------ |
| 1 de septiembre |        | Bandera de ? |           | Bandera de ? |
| 1 de septiembre |        | Bandera de ? |           | Bandera de ? |
| 1 de septiembre |        | Bandera de ? |           | Bandera de ? |
| 1 de septiembre |        | Bandera de ? |           | Bandera de ? |
| 1 de septiembre |        | Bandera de ? |           | Bandera de ? |
| 1 de septiembre |        | Bandera de ? |           | Bandera de ? |
| 1 de septiembre |        | Bandera de ? |           | Bandera de ? |
| 1 de septiembre |        | Bandera de ? |           | Bandera de ? |
| 1 de septiembre |        | Bandera de ? |           | Bandera de ? |
| 1 de septiembre |        | Bandera de ? |           | Bandera de ? |
| 1 de septiembre |        | Bandera de ? |           | Bandera de ? |
| 1 de septiembre |        | Bandera de ? |           | Bandera de ? |
| 1 de septiembre |        | Bandera de ? |           | Bandera de ? |
| 1 de septiembre |        | Bandera de ? |           | Bandera de ? |
| 1 de septiembre |        | Bandera de ? |           | Bandera de ? |
| 1 de septiembre |        | Bandera de ? |           | Bandera de ? |
| 1 de septiembre |        | Bandera de ? |           | Bandera de ? |
| 1 de septiembre |        | Bandera de ? |           | Bandera de ? |
| 1 de septiembre |        | Bandera de ? |           | Bandera de ? |
| 1 de septiembre |        | Bandera de ? |           | Bandera de ? |
| 1 de septiembre |        | Bandera de ? |           | Bandera de ? |
| 1 de septiembre |        | Bandera de ? |           | Bandera de ? |
| 1 de septiembre |        | Bandera de ? |           | Bandera de ? |
| 1 de septiembre |        | Bandera de ? |           | Bandera de ? |

### Segunda ronda
| Fecha           | Ciudad    | Local                | Resultado  | Visitante                                            |
| --------------- | --------- | -------------------- | ---------- | ---------------------------------------------------- |
| 5 de septiembre | Kashima   | Kashima Antlers      | 6:0        | Arte Takasaki                                        |
| 5 de septiembre | Kumamoto  | Roasso Kumamoto      | 2:1        | Ehime F.C.                                           |
| 5 de septiembre | Sendai    | Vegalta Sendai       | 0:1 (t.s.) | Sony Sendai                                          |
| 5 de septiembre | Osaka     | Toyama Shinjo Club   | 0:7        | Cerezo Osaka                                         |
| 5 de septiembre | Niigata   | Albirex Niigata      | 3:0        | Zweigen Kanazawa                                     |
| 5 de septiembre | Tokio     | Machida Zelvia       | 1:0        | Tokyo Verdy                                          |
| 5 de septiembre | Suzuka    | Nagoya Grampus       | 3:0        | Universidad Chukyo                                   |
| 5 de septiembre | Sapporo   | Consadole Sapporo    | 4:1        | Grulla Morioka                                       |
| 5 de septiembre | Fukuyama  | Sanfrecce Hiroshima  | 4:0        | Dezzolla Shimane                                     |
| 5 de septiembre | Okayama   | Fagiano Okayama      | 2:3        | Avispa Fukuoka                                       |
| 5 de septiembre | Saitama   | Omiya Ardija         | 4:1        | Kamatamare Sanuki                                    |
| 5 de septiembre | Ōita      | Oita Trinita         | 3:2        | Honda Lock                                           |
| 5 de septiembre | Maebashi  | Thespa Kusatsu       | 1:3        | Giravanz Kitakyushu                                  |
| 5 de septiembre | Chōfu     | F.C. Tokyo           | 2:0        | Universidad Komazawa                                 |
| 5 de septiembre | Kioto     | Sagawa Printing S.C. | 2:3 (t.s.) | Kyoto Sanga                                          |
| 5 de septiembre | Chiba     | JEF United Chiba     | 3:0        | F.C. Ryukyu                                          |
| 5 de septiembre | Kawasaki  | Kawasaki Frontale    | 4:0        | Instituto Nacional de Fitness y Deportes en Kanoya   |
| 5 de septiembre | Toyama    | Kataller Toyama      | 1:2        | Yokohama F.C.                                        |
| 5 de septiembre | Tendō     | Montedio Yamagata    | 3:0        | Blaublitz Akita                                      |
| 5 de septiembre | Hiratsuka | Shonan Bellmare      | 4:0        | Renofa Yamaguchi                                     |
| 5 de septiembre | Shizuoka  | Shimizu S-Pulse      | 2:0        | Honda F.C.                                           |
| 5 de septiembre | Naka      | Mito HollyHock       | 4:2        | Sagawa Shiga                                         |
| 5 de septiembre | Yokohama  | Yokohama F. Marinos  | 3:1        | V-Varen Nagasaki                                     |
| 5 de septiembre | Tosu      | Sagan Tosu           | 10:0       | Escuela Secundaria de la Universidad Kumamoto Gakuen |
| 5 de septiembre | Suita     | Gamba Osaka          | 6:2        | Universidad de Salud y Ciencias del Deporte de Osaka |
| 5 de septiembre | Gifu      | F.C. Gifu            | 2:3        | Tochigi S.C.                                         |
| 5 de septiembre | Kōbe      | Mio Biwako Kusatsu   | 0:2        | Vissel Kobe                                          |
| 5 de septiembre | Kashiwa   | Kashiwa Reysol       | 6:0        | Universidad Juntendō                                 |
| 5 de septiembre | Saitama   | Urawa Red Diamonds   | 7:0        | Universidad Internacional de Tokio                   |
| 5 de septiembre | Naruto    | Tokushima Vortis     | 2:1        | Gainare Tottori                                      |
| 5 de septiembre | Iwata     | Júbilo Iwata         | 2:1        | Ehime FC Shimanami                                   |
| 5 de septiembre | Kōfu      | Ventforet Kofu       | 1:0        | Matsumoto Yamaga                                     |

### Tercera ronda
| Fecha         | Ciudad    | Local               | Resultado   | Visitante         |
| ------------- | --------- | ------------------- | ----------- | ----------------- |
| 9 de octubre  | Kashima   | Kashima Antlers     | 2:1         | Roasso Kumamoto   |
| 9 de octubre  | Sendai    | Sony Sendai         | 1:3         | Cerezo Osaka      |
| 9 de octubre  | Niigata   | Albirex Niigata     | 2:1         | Machida Zelvia    |
| 9 de octubre  | Nagoya    | Nagoya Grampus      | 2:1         | Consadole Sapporo |
| 13 de octubre | Hiroshima | Sanfrecce Hiroshima | (5) 2:2 (6) | Avispa Fukuoka    |
| 11 de octubre | Kumagaya  | Omiya Ardija        | 3:0         | Oita Trinita      |
| 11 de octubre | Maebashi  | Giravanz Kitakyushu | 0:2         | F.C. Tokyo        |
| 9 de octubre  | Kioto     | JEF United Chiba    | 4:0         | Kyoto Sanga       |
| 13 de octubre | Kawasaki  | Kawasaki Frontale   | 2:1 (t.s.)  | Yokohama F.C.     |
| 9 de octubre  | Tendō     | Montedio Yamagata   | 3:1         | Shonan Bellmare   |
| 13 de octubre | Shizuoka  | Shimizu S-Pulse     | 4:1         | Mito HollyHock    |
| 9 de octubre  | Yokohama  | Yokohama F. Marinos | 2:1         | Sagan Tosu        |
| 9 de octubre  | Suita     | Gamba Osaka         | 3:2         | Tochigi S.C.      |
| 11 de octubre | Kōbe      | Kashiwa Reysol      | 2:1 (t.s.)  | Vissel Kobe       |
| 11 de octubre | Saitama   | Urawa Red Diamonds  | 2:0         | Tokushima Vortis  |
| 13 de octubre | Iwata     | Júbilo Iwata        | 2:1         | Ventforet Kofu    |

### Cuarta ronda
| Fecha           | Ciudad   | Local               | Resultado   | Visitante         |
| --------------- | -------- | ------------------- | ----------- | ----------------- |
| 17 de noviembre | Kashima  | Kashima Antlers     | 2:1         | Cerezo Osaka      |
| 17 de noviembre | Nagoya   | Nagoya Grampus      | (5) 1:1 (4) | Albirex Niigata   |
| 17 de noviembre | Saitama  | Omiya Ardija        | (3) 2:2 (4) | Avispa Fukuoka    |
| 17 de noviembre | Chōfu    | F.C. Tokyo          | 2:0         | JEF United Chiba  |
| 17 de noviembre | Kawasaki | Kawasaki Frontale   | (4) 3:3 (5) | Montedio Yamagata |
| 17 de noviembre | Yokohama | Yokohama F. Marinos | 0:3         | Shimizu S-Pulse   |
| 17 de noviembre | Suita    | Gamba Osaka         | 4:1 (t.s.)  | Kashiwa Reysol    |
| 17 de noviembre | Saitama  | Urawa Red Diamonds  | 1:0         | Júbilo Iwata      |

### Cuartos de final
| Fecha           | Ciudad   | Estadio                         | Local           | Resultado   | Visitante          |
| --------------- | -------- | ------------------------------- | --------------- | ----------- | ------------------ |
| 25 de diciembre | Kashima  | Estadio de Kashima              | Kashima Antlers | 2:1         | Nagoya Grampus     |
| 25 de diciembre | Kumagaya | Estadio Atlético                | Avispa Fukuoka  | 2:3 (t.s.)  | F.C. Tokyo         |
| 25 de diciembre | Shizuoka | Estadio Nihondaira              | Shimizu S-Pulse | (5) 1:1 (4) | Montedio Yamagata  |
| 25 de diciembre | Suita    | Estadio de la Expo '70 de Osaka | Gamba Osaka     | 2:1 (t.s.)  | Urawa Red Diamonds |

| 25 de diciembre de 2010, 13:00 | Kashima Antlers       | 2:1 (1:0) | Nagoya Grampus | Estadio de Kashima, Kashima                                  |                                                              |
|                                | Kōroki 7' · Ōsako 78' | Reporte   | Ogawa 76'      | Asistencia: 14.564 espectadores Árbitro(s): Yūichi Nishimura | Asistencia: 14.564 espectadores Árbitro(s): Yūichi Nishimura |

| 25 de diciembre de 2010, 15:04 | Avispa Fukuoka        | 2:3 (1:1, 1:0) (t. s.) | F.C. Tokyo                         | Estadio Atlético, Kumagaya                                    |                                                               |
|                                | Ōkubo 13' · Niwa 116' | Reporte                | Ishikawa 90+3', 98' · Hirayama 94' | Asistencia: 6.553 espectadores Árbitro(s): Hiroyoshi Takayama | Asistencia: 6.553 espectadores Árbitro(s): Hiroyoshi Takayama |

| 25 de diciembre de 2010, 13:00 | Shimizu S-Pulse                                 | 1:1 (0:0, 0:0) (t. s.)(5:4 p.) | Montedio Yamagata                               | Estadio Nihondaira, Shizuoka                                   |                                                                |
|                                | Bosnar 109'                                     | Reporte                        | Tashiro 107'                                    | Asistencia: 11.719 espectadores Árbitro(s): Nobutsugu Murakami | Asistencia: 11.719 espectadores Árbitro(s): Nobutsugu Murakami |
|                                |                                                 | Tiros desde el punto penal     |                                                 |                                                                |                                                                |
|                                | Hyōdō · Iwashita · Ichikawa · Johnsen · Okazaki |                                | Masuda · Satō · Kobayashi · Shimomura · Tashiro |                                                                |                                                                |

| 25 de diciembre de 2010, 13:04 | Gamba Osaka           | 2:1 (1:1, 0:0) (t. s.) | Urawa Red Diamonds | Estadio de la Expo '70 de Osaka, Suita                  |                                                         |
|                                | Endō 72' · Usami 103' | Reporte                | Ugajin 81'         | Asistencia: 14.815 espectadores Árbitro(s): Minoru Tōjō | Asistencia: 14.815 espectadores Árbitro(s): Minoru Tōjō |

### Semifinales
| Fecha           | Ciudad   | Estadio          | Local           | Resultado  | Visitante   |
| --------------- | -------- | ---------------- | --------------- | ---------- | ----------- |
| 29 de diciembre | Tokio    | Estadio Nacional | Kashima Antlers | 2:1 (t.s.) | F.C. Tokyo  |
| 29 de diciembre | Shizuoka | Estadio Ecopa    | Shimizu S-Pulse | 3:0        | Gamba Osaka |

| 29 de diciembre de 2010, 15:03 | Kashima Antlers           | 2:1 (1:1, 0:1) (t. s.) | F.C. Tokyo   | Estadio Nacional, Tokio                                |                                                        |
|                                | Ōsako 67' · Kōroki 120+1' | Reporte                | Hirayama 39' | Asistencia: 25.120 espectadores Árbitro(s): Ryūji Satō | Asistencia: 25.120 espectadores Árbitro(s): Ryūji Satō |

| 29 de diciembre de 2010, 13:06 | Shimizu S-Pulse              | 3:0 (2:0) | Gamba Osaka | Estadio Ecopa, Shizuoka                                 |                                                         |
|                                | Johnsen 19', 61' · Hyōdō 28' | Reporte   |             | Asistencia: 14.179 espectadores Árbitro(s): Kenji Ōgiya | Asistencia: 14.179 espectadores Árbitro(s): Kenji Ōgiya |

### Final
| Fecha              | Ciudad | Estadio          | Local           | Resultado | Visitante       |
| ------------------ | ------ | ---------------- | --------------- | --------- | --------------- |
| 1 de enero de 2011 | Tokio  | Estadio Nacional | Kashima Antlers | 2:1       | Shimizu S-Pulse |

| 1 de enero de 2011, 14:04 | Kashima Antlers                  | 2:1 (1:0) | Shimizu S-Pulse | Estadio Nacional, Tokio                                    |                                                            |
|                           | Fellype Gabriel 26' · Nozawa 77' | Reporte   | Johnsen 59'     | Asistencia: 41.348 espectadores Árbitro(s): Masaaki Iemoto | Asistencia: 41.348 espectadores Árbitro(s): Masaaki Iemoto |

|                                    |
| Bandera de Prefectura de Ibaraki   |
| Campeón Kashima Antlers 4.º título |